# Fairfax Media
Fairfax Media Limited era una delle più grandi e diversificate compagnie australiane di mezzi di comunicazione. Il gruppo possedeva quotidiani, riviste, radio e media digitali che operavano in Australia e Nuova Zelanda.

## Storia
Fairfax Media fu fondata dalla famiglia Fairfax come ohn Fairfax Holdings ma persero il controllo dell'azienda l'11 dicembre 1990. Era proprietaria dei quotidiani australiani: The Sydney Morning Herald, The Australian Financial Review, dei quotidiani regionali Illawarra Mercury, The Newcastle Herald, The Border Mail (Albury-Wodonga) e Warrnambool Standard. I magazine che possedeva invece erano: Business Review Weekly, AFR Smart Investor, AFR Magazine e AFR Boss, CFO Australia. Le radio possedute erano: 2UE, 3AW, Magic 1278, 4BC, 4BH, 6PR, 96fm acquisite da Southern Cross Broadcasting. In Nuova Zelanda possedeva i giornali: Independent Newspapers Limited (INL), incluso il The Dominion Post a Wellington, il The Christchurch Press a Christchurch e il The Sunday Star-Times a Auckland e i periodici: AgTrader, Central Districts Field Days, Cuisine, The Dairyman, Horticulture News, The Lifestyle Farmer, New Zealand Grapegrower, Straight Furrow.
A maggio 2008 Fairfax Media aveva una capitalizzazione di mercato di oltre 5 miliardi di dollari. L'ultimo presidente del gruppo fu Nick Falloon e l'amministratore delegato fu Greg Hywood. 
Il 26 luglio 2018, Fairfax Media e Nine Entertainment Co. hanno annunciato di aver concordato i termini per una fusione tra le due società per diventare la più grande società di media australiana. Gli azionisti di Nine Entertainment Co. hanno preso il 51% della nuova entità e gli azionisti di Fairfax il 49%. Fairfax Media è stata quindi rimossa dall'Australian Securities Exchange nel dicembre 2018. Le sue risorse editoriali metropolitane continuano a essere pubblicate dal gruppo come Nine Publishing. Molte delle sue altre risorse, come le partecipazioni dei media della comunità (ad esempio Australian Community Media) e il suo ramo eventi, sono destinate ad essere vendute ad altre entità.